# River North Esk (vattendrag i Storbritannien, lat 55,92, long -3,05)
River North Esk är ett vattendrag i Storbritannien.   Det ligger i riksdelen Skottland, i den centrala delen av landet, 500 km norr om huvudstaden London.